# Aprionus multispinosus
Aprionus multispinosus är en tvåvingeart som beskrevs av Junichi Yukawa 1971. Aprionus multispinosus ingår i släktet Aprionus och familjen gallmyggor. Inga underarter finns listade i Catalogue of Life.